# حسن رشيد (قطر)
حسن رشيد إعلامي وكاتب وناقد مسرحي قطري، أول مذيع يقرأ نشرة الأخبار على تلفزيون قطر. ولد في الدوحة عاصمة دولة قطر عام 1949م، حائز على درجة الدكتوراه في فلسفة الفنون -من المعهد العالي للفنون المسرحية (مصر)، بدرجة امتياز مع مرتبة الشرف. فاز بجائزة التميُّز الاعلامي في مجال الإذاعة المسموعة 2017م؛ وذلك بمناسبة الاحتفال بالدورة الثانية ليوم الاعلام العربي تحت رعاية جامعة الدول العربية

## النشأة والحياة الدراسية
تلقى مراحلة الدراسية بالدوحة، ثم واصل دراسته الجامعية في مصر، تلقى دورات في مجال الاعلام في القاهرة والكويت في الفترة من 1968 - 1973م، ودراسات في اللغة الإنجليزية في بريطانيا وأميريكا

## الحياة العملية
عمل:
- خبيراً إعلامياً بالهيئة العامة للإذلعة والتلفزيون بقطر.
- مساعد لمدير إذاعة قطر.
- مدير البرامج بإذاعة قطر .
- مؤظف بدائرة الثقافة والفنون في قطر .

## المؤتمرات والعضويات
مثل دولة قطر في الكثير من المؤتمرات الإقليمية والدولية مثل:
تمّ تكريمة في الدورة الرابعة 2014 لمهرجان الرباط لمسرح الشباب لمساهمته في الارتقاء بالساحة الفنية المسرحية في الخليج والمنطقة العربية
- مؤتمر اتحاد الإذاعات العربي عام 1970 في العاصمة الأردنية عمان

عضوية لجان التحكيم في عدد من الدول العربية ودول مجلس التعاون الخليجي.
عضو لجنة تحكيم في مهرجان الإسكندرية الأوّل للغناء .
نائب رئيس اللجنة التنفيذية للهيئة العربية للمسرح
نال عضوية:
- عضوية اتحاد الكتاب في مصر.

نادي الجسرة الثقافي الاجتماعي.
- عضو مؤسس للمنتدى الشعري القطري.
- عضوية اتحاد الكتاب والادباء دمشق.[6]

## المؤلفات
كتب العديد من البحوث والدراسات حول المسرح، وكتب القصة القصيرة والمسرحيات:
- الإذاعة الموجهة
- الاذاعات العربية الموجهة
- دراسات في المسرح القطري مع الدكتور محمد عبد الرحيم كافود والدكتور مرزوق بشير.[7]
- جدلية العجز والعقل في القصة القطرية بالاشتراك مع الدكتور مراد مبروك.
- دراسة بعنوان اضواء من القصة القصيرة.
- المرأة في المسرح الخليجي.[8]
- تطوُّر حركة النقد في دول مجلس التعاون الخليجي 1990 - 1995.
- كتاب القضايا الاجتماعية في الدراما القطرية 1970 1987، الطبعة الأُولى 1970 عن مطابع وزارة التربية والتعليم قطر[9]
- الموتى لا يرتادون القبور؛ مجموعة قصصية، صدرت عن المجلس الوطني للثقافة والفنون بدولة قطر [10]
- الحضن البارد؛ مجموعة قصصية.[11]
- الظل والهجير مسرحية.
- الصوت والصدى مسرحية.

## من أقواله
«إن المخرج الجيد هو الذي يفسر النص برؤيته وفكره وفنه، ليخرج بعمل فني مميز ومختلف ولا يكتفي فقط بنقله كما هو».

## وصلات خارجية
- مدونة القصة القصيرة